# Sublevación de Jesús de Machaca

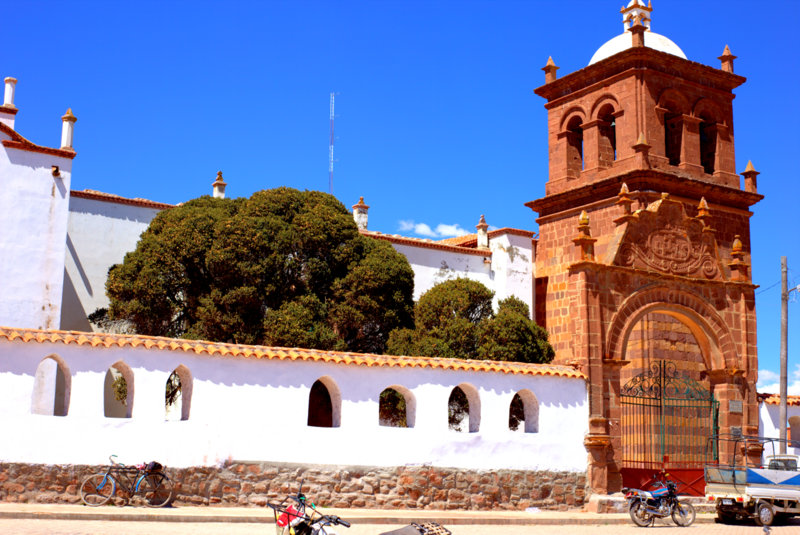
Iglesia de Jesús de Machaca.

La sublevación de Jesús de Machaca, también conocida como sublevación y masacre de Jesús de Machaca, fue un evento conflictivo en Bolivia, ocurrido en Jesús de Machaca el 12 de marzo de 1921. Tuvo lugar en el contexto de un levantamiento indígena encabezado por Faustino Llanqui, cacique principal de Jesús de Machaca, y Blas Ajacopa, en contra del corregidor Lucio Estrada.
En la localidad aún se conserva la tumba de Llanqui.

## Antecedentes
Durante la época colonial, el aumento del movimiento poblacional hacia las zonas mineras impactó significativamente en la región altiplánica. Comunidades como Jesús de Machaca participaron en el sistema de la mita, aportando mano de obra indígena (mitayos) para la producción minera y cumpliendo con las obligaciones tributarias impuestas por la Corona española. La localidad de Jesús de Machaca, por su ubicación estratégica como tambo, adquirió relevancia regional gracias al rol de sus caciques y de los curas doctrineros, integrándose a las redes de comercio del sur andino.
Tras la independencia de Bolivia en 1825, las condiciones de opresión en el área rural no experimentaron mejoras significativas. La expansión del sistema de haciendas promovida por el Estado dio lugar a la pérdida progresiva de tierras comunales, afectando especialmente a las comunidades del altiplano. En este contexto, la promulgación de la Ley del 5 de octubre de 1874, durante el gobierno de Tomás Frías, conocida como Ley de Exvinculación de Tierras de Comunidades, permitió la fragmentación de la propiedad colectiva e impulsó su individualización. Esta norma tuvo como efecto el traspaso de extensas áreas comunales a manos de particulares, principalmente mestizos y blancos, lo que debilitó la tenencia colectiva de la tierra.
En este escenario, Jesús de Machaca era un núcleo urbano habitado mayoritariamente por mestizos, rodeado por doce ayllus indígenas que mantenían estructuras comunales tradicionales. Esta distribución acentuó las tensiones en torno a la tierra.
A pesar de los cambios mencionados, muchas comunidades resistieron la aplicación de la ley, manifestando su preferencia por mantener la posesión colectiva. Entre 1913 y 1930, varias comunidades originarias de distintas regiones de Bolivia presentaron solicitudes de amparo ante autoridades judiciales, ejecutivas y legislativas, con el objetivo de proteger sus tierras frente a las amenazas de hacendados, autoridades cantonales y provinciales. Ante la falta de respuesta efectiva por parte del Estado, algunas comunidades recurrieron eventualmente a la movilización y la acción directa para defender sus territorios.
Desde al menos 1912, los habitantes de San Andrés de Machaca y Jesús de Machaca denunciaron formalmente ante la Prefectura del departamento de La Paz los abusos cometidos por Lucio T. Estrada, entonces corregidor de Jesús de Machaca. Los informes relataban cobros arbitrarios por servicios y multas, intimidación con armas, registros forzosos a viviendas, y violaciones cometidas por los hombres que lo acompañaban, disfrazados de soldados. En diciembre de 1919, Faustino Llanqui, en representación de los cabildantes de Jesús de Machaca, se opuso al nombramiento de Estrada como corregidor, señalando sus antecedentes de abusos y violencia. Aunque la solicitud logró frenar temporalmente su designación, Estrada fue nuevamente nombrado corregidor a fines de noviembre de 1920.
En los meses previos a la sublevación, se intensificaron los abusos cometidos por Lucio Estrada. Testimonios indican que ordenó detenciones arbitrarias por faltas menores, dejando a los comunarios encarcelados sin alimentación ni atención, lo que causó al menos una muerte. También se documenta que se aprovechó de disputas internas entre comunidades sobre límites de tierras para ejercer violencia y reprimir a líderes locales. Durante una celebración, varios comunarios fueron arrestados, y tras días de olvido por parte de las autoridades, algunos murieron en condiciones inhumanas. Estos episodios reforzaron el malestar entre la población indígena.

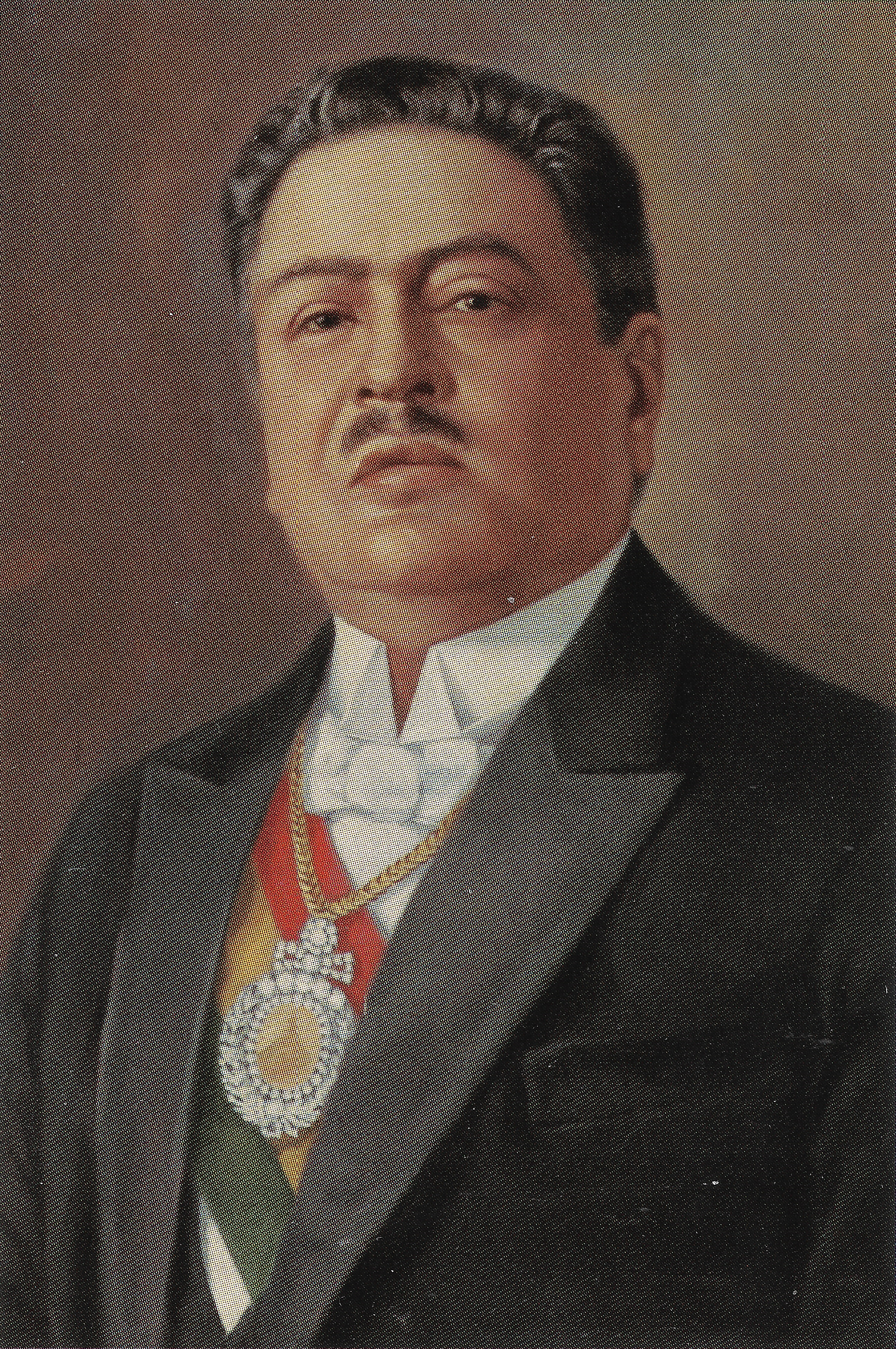
Bautista Saavedra, el presidente de Bolivia durante la sublevación y masacre.

Según declaraciones de Faustino Llanqui y otros testigos, el corregidor fue percibido como un actor central en el conflicto por tierras y como responsable de una serie de abusos sistemáticos. Además, el contexto político de la época, marcado por la crisis del liberalismo y el auge de ideas nacionalistas y comunistas, favoreció la organización del movimiento indígena. Esta coyuntura fue aprovechada por los líderes comunarios para reclamar derechos sociales y territoriales, lo que contribuyó al estallido de la sublevación del 12 de marzo de 1921.

## Desarrollo
El 12 de marzo de 1921, como respuesta a los abusos prolongados del corregidor Lucio T. Estrada, comunarios de los ayllus de Jesús de Machaca se sublevaron y aplicaron justicia por mano propia, dando muerte a Estrada y a miembros de su familia. En total, los comunarios mataron a 16 personas, además de quemar viviendas. En represalia, un escuadrón del regimiento Abaroa, con base en Guaqui, ingresó a la zona y llevó a cabo una masacre contra la población indígena. Faustino Llanqui y su hijo Marcelino, señalados como responsables de los hechos, fueron arrestados y condenados a muerte, aunque la sentencia no se ejecutó debido a cambios políticos posteriores. Según el historiador Roberto Choque Canqui, que a su vez cita al periódico El Andino, posiblemente fueron fusilados 118 comunarios, además de saquearse bienes y ganado cuyo valor superó los 100 000 bolivianos.
El gobierno de la época, encabezado por Bautista Saavedra, interpretó la rebelión como un intento de restaurar el comunismo incaico, vinculando el levantamiento con una memoria de resistencia indígena frente a la dominación colonial. Esta lectura oficial consideraba que la sublevación expresaba una lucha por la recuperación de tierras comunales y la reivindicación de estructuras tradicionales, en oposición al orden social impuesto. Aunque pocos vecinos murieron durante la sublevación, este episodio de sublevación desencadenó una campaña militar de tierra quemada que se extendió más allá de Jesús de Machaca, alcanzando a diversos ayllus de la región.

## Memoria
La recuperación histórica de la masacre de Jesús de Machaca comenzó en 1979 con la publicación del primer estudio sobre el tema, elaborado por el historiador Roberto Choque Canqui en una revista del Instituto Nacional de Antropología. Una versión ampliada del trabajo fue publicada en 1986 por el Centro de Investigación para las Culturas Indias Chitakolla, aunque su alcance siguió siendo limitado.
La difusión más significativa ocurrió en 1988, cuando la obra fue adaptada a una radionovela de 120 capítulos transmitida por Radio San Gabriel, gracias a la iniciativa del equipo indígena de comunicación Qala Pukara. La participación activa de comunarios y descendientes de los sobrevivientes fortaleció el contenido y generó un impacto local notable. Como resultado, el 12 de marzo de 1987 se llevaron a cabo por primera vez actos de conmemoración en honor a los mártires de 1921. En 1996, el estudio fue nuevamente ampliado y actualizado por Choque y Xavier Ticona, incorporando nuevas interpretaciones basadas en fuentes adicionales.